# Michel Parbot
 (octobre 2022).
Si vous disposez d'ouvrages ou d'articles de référence ou si vous connaissez des sites web de qualité traitant du thème abordé ici, merci de compléter l'article en donnant les références utiles à sa vérifiabilité et en les liant à la section « Notes et références ».
 (octobre 2022).
Michel Parbot (né à Boulogne-Billancourt le 27 août 1938 et mort à Mainvilliers le 3 août 2008,), est un journaliste grand-reporter-cadreur, un correspondant de guerre et un réalisateur français passionné de photographie.

## Biographie
Son père, passionné de photographie, lui confie pour la première fois sa caméra Paillard-Bolex 16 mm : il a 13 ans et se trouve au village du souvenir, Oradour-sur-Glane. Le jeune Michel ressent le besoin de témoigner d'une réalité, trouve à cet instant précis son équilibre et une raison d'être qui le poussera par la suite à travailler pour la télévision française.
En 1956, il épouse Olinda, dont il a trois enfants. Il reprend des études d'architecture pour faire vivre sa famille. Mais ce travail l'ennuie : jusqu'en 1960, il passe de cabinet en cabinet. Mais sa passion reste l'information, et la télévision en particulier.
En 1958, le magazine « 5 colonnes à la une » voit le jour. Un soir, en réaction à un reportage qu'il vient de voir, il contacte Pierre Lazareff : deux mois plus tard, il est invité à Paris pour assister à une projection de travail, de laquelle il ressort convaincu que ce seront bientôt ses propres images que l'on verra sur les écrans de la salle de montage.

### Débuts à la télévision
Plus tard, un de ses amis est engagé comme assistant sur le tournage du film « Le jour le plus long ». Michel Parbot se fait engager comme figurant et réalise un reportage sur le tournage du film pour le magazine « 5 colonnes à la une ». Se faisant passer pour un grand reporter, il appelle la Twentieth Century Fox et expose son projet qui est accepté. Il démissionne de son cabinet d'architecte, et se rend à Ostende.
Il tourne quelques images lorsqu'une équipe concurrente de « 5 colonnes à la une » débarque. Heureusement pour lui, le cadreur se désiste. Jean-Christophe Averty, le réalisateur, utilise donc ses premières images pour le reportage et son nom apparait au générique. À la suite de cela, il devient le seul reporter-cadreur autorisé à filmer sur les plateaux. Cela lui procure une diffusion internationale et la chance de se faire connaître des télévisions européennes.
En juin 1962, il devient reporter indépendant. L'agence United Press International lui propose de se rendre en Algérie comme envoyé spécial. Là bas, il apprend sur le tas le métier de Journaliste reporter, les difficultés d'obtenir des informations, les situations critiques, ... mais il garde sa volonté et sa motivation.
À son retour, il s'associe aux journalistes de l'agence Dalmas. Les reportages s'enchaînent : la traversée de la Manche en parachute ascensionnel, Cuba trois ans après la révolution marxiste, ce qui lui vaut d'obtenir sa carte de presse.
Il devient ensuite cadreur pour le Journal télévisé et couvre les heures qui suivent l'assassinat du président John Fitzgerald Kennedy.
En 1967, il se lance dans le reportage de guerre avec son ami Michel Honorin. Ils iront au Vietnam, au Moyen-Orient ou encore au Congo[Lequel ?].
En 1968, il quitte la télévision française et propose à une autre agence, un reportage sur le mouvement de libération de la Guinée portugaise.
Cependant, dégoûté par les horreurs de la guerre, il éprouve le besoin de filmer des choses vivantes. En Australie ou au nord du cercle polaire, il réalise quatre émissions destinées aux programmes jeunesse d'Antenne 2.
Devenu réalisateur indépendant, il tourne d'autres reportages pour l'émission Panorama, parmi lesquels, la concrétisation d'un vieux projet: un reportage sur le rêve américain.
En 1974, il crée avec Hubert Henrotte l'agence Sygma-télévision.
À la fin des années 1970, il entame « Un journal de Californie », une émission mensuelle qui propose de suivre l'évolution sociale et technologique du pays.
On lui propose aussi un long-métrage romancé sur la vie d'Uri Geller, mais le projet n'aboutit pas.
En 1983, l'agence Sygma lui offre un « caméscope », le premier importé en France. Michel Parbot part alors pour Grenade où, seul journaliste resté sur l'île avant l'interdiction des États-Unis de laisser la presse pénétrer sur le site, il assiste au débarquement des troupes américaines. Ses images qui font le tour du monde le rendent célèbre.
L'invention des caméras légères (les betacam), permettant à une seule personne de capter à la fois l'image et le son, fait apparaître le métier de journaliste reporter d'image.
Michel Parbot parcourt le monde, réalisant de nombreux reportages pour la télévision.
Il publie en 1992 un ouvrage racontant son expérience, Camera-reporter : « L' image la plus signifiante c'est celle que l'on a arrachée, pas celle qui nous a été donnée sur un plateau ».
Il décède le 3 août 2008, à l'âge de 69 ans.

## Filmographie

### Reportages: images et réalisation
- 1965 : Starlettes : Reportage de Michel Parbot durant le festival de Cannes, sur le parcours du combattant des starlettes en mal de succès.

1re diffusion ORTF le 17 juin 1965 et Pathé Cinema. Durée : 12 min 51 s. (Commentaires de Claude Thomas).
- 1965 : Casseur de voiture : Reportage de Michel Parbot sur les tests crash et l'efficacité de la ceinture de sécurité avec le pilote Gil Delamare.

1re diffusion ORTF le 22 juillet 1965. Durée : 12 min 56 s. (Commentaires de Claude Thomas)
- 1965 : Les échafaudeurs : Reportage de Michel Parbot sur les coulisses et le quotidien au-dessus du vide d'un monteur d'échafaudage tubulaire.

1re diffusion ORTF le 19 août 1965. Durée : 8 min 55 s.
- 1965 : Les Blue Angel : Reportage d'Yves Bonsergent & Michel Parbot sur une démonstration à Vichy des Blue Angels, patrouille d'acrobaties aériennes de l'US Navy.

1re diffusion ORTF le 19 septembre 1965. Durée : 9 min 27 s. (Commentaires de Claude Thomas)
- 1966 : Le dossier Kennedy : enquête sur la commission Warren : Enquête reportage de Michel Parbot et Michel Honorin pour l'émission Panorama. Immédiatement après la mort du président Kennedy, le président Johnson crée la commission Warren pour éclaircir les circonstances de cet assassinat. Celle-ci, rendra 8 conclusions à prouver, à démontrer ou à infirmer.

1re diffusion ORTF le 25 novembre 1966. Durée : 45 min 22 s. Des témoignages complètent le reportage.
- 1967 : Vingt millions d'Américains noirs: Atlanta et Los Angeles : Reportage de Michel Parbot sur la vie des noirs américains à Atlanta et Los Angeles. Le journaliste partage durant 6 semaines le quotidien de 3 familles très différentes : pauvre, bourgeoise, et militante.

1re diffusion ORTF le 4 aout 1967. Durée : 38 min 52 s. Présentation de Pierre Dumayet
- 1967 : La fin des mercenaires : Reportage de Michel Parbot et Michel Honorin pour l'émission Panorama sur le combat des mercenaires contre les soldats de l'ANC près de Bukavu, jusqu'à ce que les hommes du colonel Schramme, par manque de munitions, abandonnent leurs positions qu'ils ne pouvaient plus défendre.

1re diffusion ORTF le 10 novembre 1967. Les reporters sont reçus sur le plateau par le présentateur Claude Desiré. Durée : 24 min 44 s.

### Réalisation
- 1962 : Cuba 63
- 1968 : 12 jours au Vietnam
- 1970 : Journal de Californie
- 1970 : entretien en exclusivité mondiale du premier ministre Zhou Enlai
- 1975 : Oh ! America
- 1976 : Le journal de Getulio (mini-série TV )
- 1979 : 007 à Rio
- 1980 : Georges Coulonges : De Lacanau à Babylone[10]
- 1981 : à propos de la « Guerre du Feu »
- 1981 : Dans quelques instants
- 1983 : Sardou, vivant
- 1987 : Interview clandestine de Lech Walesa
- 1992 : Qui a tué Martin Luther King ?
- 1995 : Ferrat 95[11]

### Technicien
- 1980 : SPFX : l'Empire contre-attaque
- 1982 : La Guerre du feu

### Scénariste
- 1975 : Oh ! America
- 1981 : Dans quelques instants

### Directeur de la photographie
- 1965 : Demain la Chine de Claude Otzenberger. Durée : 80 minutes[12]. Sortie en 1966.
- 1976 : Close up
- 1977 : Dominique Sanda ou le Rêve éveillé

### Acteur
- 1967 : Vivre pour vivre de Claude Lelouch : rôle de michel[13].

## Ouvrages publiés
- 1985 : Caméra-reporter avec la collaboration de Linda Parbot - Coll. L'aventure Vécue (Éditions Flammarion) - 254 pages illustrées de nombreuses photographies en noir et blanc et hors texte.  (ISBN 2080650467)